# 唐山北站

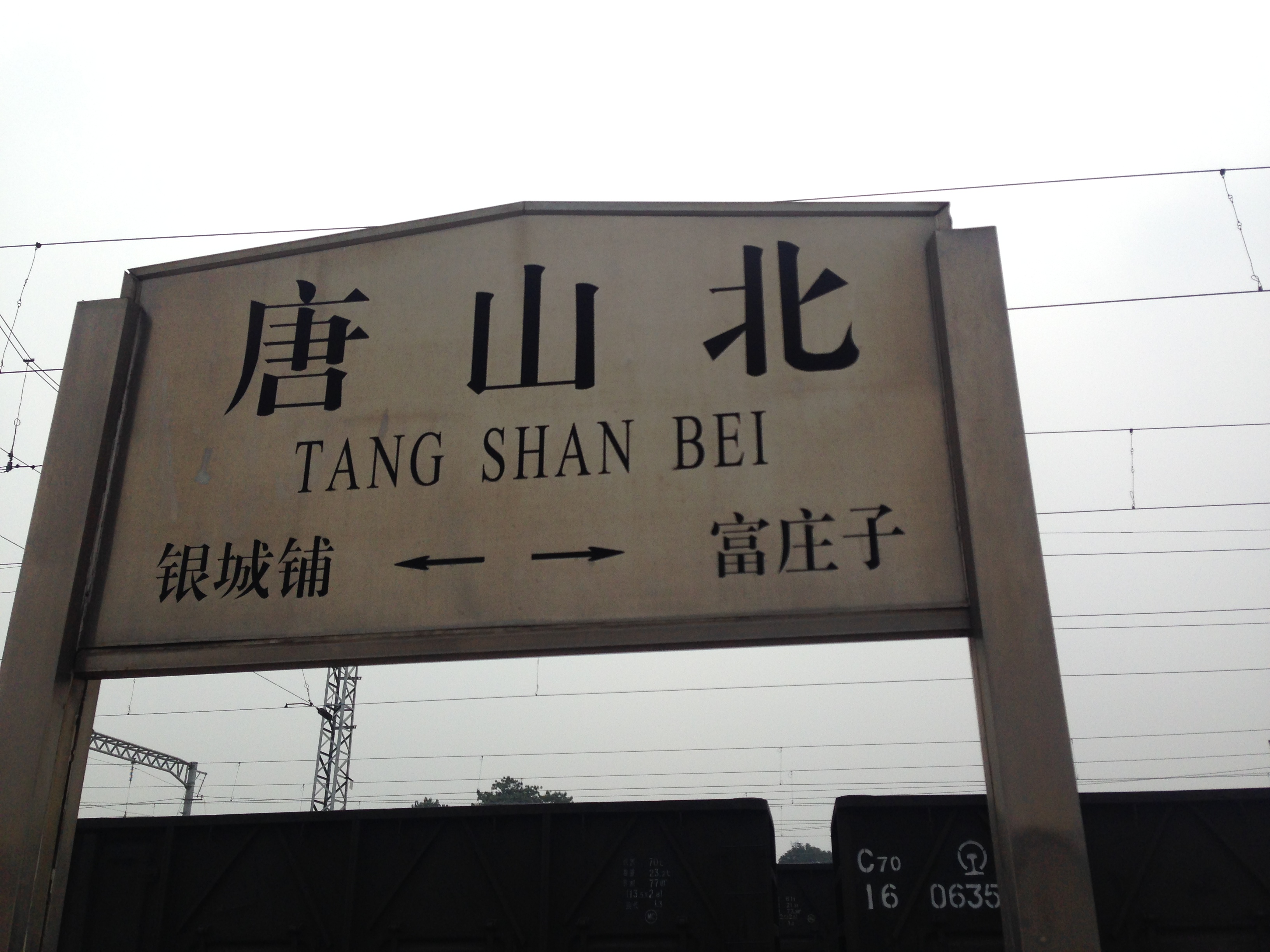
车站站牌（2014年）

唐山北站是位于中国河北省唐山市丰润区的一座鐵路車站，为北京铁路局唐山车务段管辖的区段站，经过铁路有京哈铁路，并有分别通往张唐铁路丰润西站和津山铁路唐山站的联络线。
车站作为京秦铁路上的二等区段站于1975年开通并使用，原名丰润站，2006年12月20日更名唐山北站。为迎接2016年唐山世界园艺博览会暨引入唐山客车线工程，唐山北站于2014年9月1日停止办理客运业务，停运期间依次对车站线路、站台、站房等进行扩能改造建设，2015年7月1日新站房投入使用。

## 车站结构
唐山北站站房于2015年投入使用，建筑面积9991平方米，分为上下两层，候车总面积为4000平米。

### 站场
唐山北站到发场设有3条客车到发线、5条货车到发线、4条正线，唐山客车线和张唐铁路丰润西联络线外包既有京哈上下行正线；建有一座基本站台和一座中间站台，各站台和站房间通过一座8米宽的天桥和8米宽的地道连接。到发场南侧为调车场，设有7条调车线；另设有设机待线2条、客车底停留线1条、牵出线1条。车站西端衔接丰润国家粮食储备库和丰润新区热电厂专用线，东端连接唐山机务段丰润运用车间。
- 唐山北站售票处
- 唐山北站1层候车厅，哈尔滨方向列车在此候车
- 唐山北站进站大厅，入口设有“浭阳新风”服务台
- 承德至石家庄北的K7768次列车进入唐山北站1站台

## 旅客列车目的地
目前在唐山北站停靠的旅客列车终到站分布如下：
| 列车所属路局 | 目的地                                                                                         |
| ------------ | ---------------------------------------------------------------------------------------------- |
| 北京铁路局   | 北京、承德、大连北、齐齐哈尔南、秦皇岛、沈阳北、石家庄、石家庄北、唐山                         |
| 哈尔滨铁路局 | 北京、哈尔滨、加格达奇、佳木斯、牡丹江                                                         |
| 沈阳铁路局   | 鞍山、包头、北京、北京东、长春、大连、大连北、抚顺北、阜新、哈尔滨西、珲春、临汾、沈阳、沈阳北 |

## 周边
- 天宮寺塔
- 豐潤萬達廣場
- 豐潤汽車客運站
- 北方購物廣場
- 豐潤區人民醫院